# Steryos Papajristos
Steryos Papajristos –en griego, Στέργιος Παπαχρήστος– (Volos, 26 de enero de 1989) es un deportista griego que compitió en remo.
Ganó dos medallas de plata en el Campeonato Mundial de Remo, en los años 2010 y 2011, y tres medallas en el Campeonato Europeo de Remo entre los años 2009 y 2011.
Participó en los Juegos Olímpicos de Londres 2012, ocupando el cuarto lugar en la prueba de cuatro sin timonel.

## Palmarés internacional
| Campeonato Mundial | Campeonato Mundial          | Campeonato Mundial | Campeonato Mundial |
| Año                | Lugar                       | Medalla            | Prueba             |
| ------------------ | --------------------------- | ------------------ | ------------------ |
| 2010               | Cambridge (Nueva Zelanda)   | Medalla de plata   | Cuatro sin timonel |
| 2011               | Bled (Eslovenia)            | Medalla de plata   | Cuatro sin timonel |
| Campeonato Europeo |                             |                    |                    |
| Año                | Lugar                       | Medalla            | Prueba             |
| 2009               | Brest (Bielorrusia)         | Medalla de oro     | Cuatro sin timonel |
| 2010               | Montemor-o-Velho (Portugal) | Medalla de plata   | Cuatro sin timonel |
| 2011               | Plovdiv (Bulgaria)          | Medalla de oro     | Cuatro sin timonel |